# Oriolus larvatus
La oropéndola enmascarada (Oriolus larvatus) es una especie de ave paseriforme de la familia Oriolidae nativa de África. Posee un aspecto muy llamativo, con las partes inferiores del cuerpo de color amarillo intenso, que contrasta con su cabeza negra.

## Distribución y hábitat
Se reproduce en el África subsahariana desde Sudán del Sur y Etiopía en el norte hasta Sudáfrica en el sur. Habita en bosques secos tropicales, especialmente bosquecillos de acacia y árboles de hojas anchas, y zonas de arbustos densos, donde es más común escucharla que verla aun a pesar de su plumaje brillante.
Su voz es un parloteo que asemeja un gorgoteo, acompañado por imitaciones y silbidos. Se alimenta en la fronda, consumiendo pequeños frutos e insectos grandes. Los jóvenes se alimentan de ciempiés y orugas.

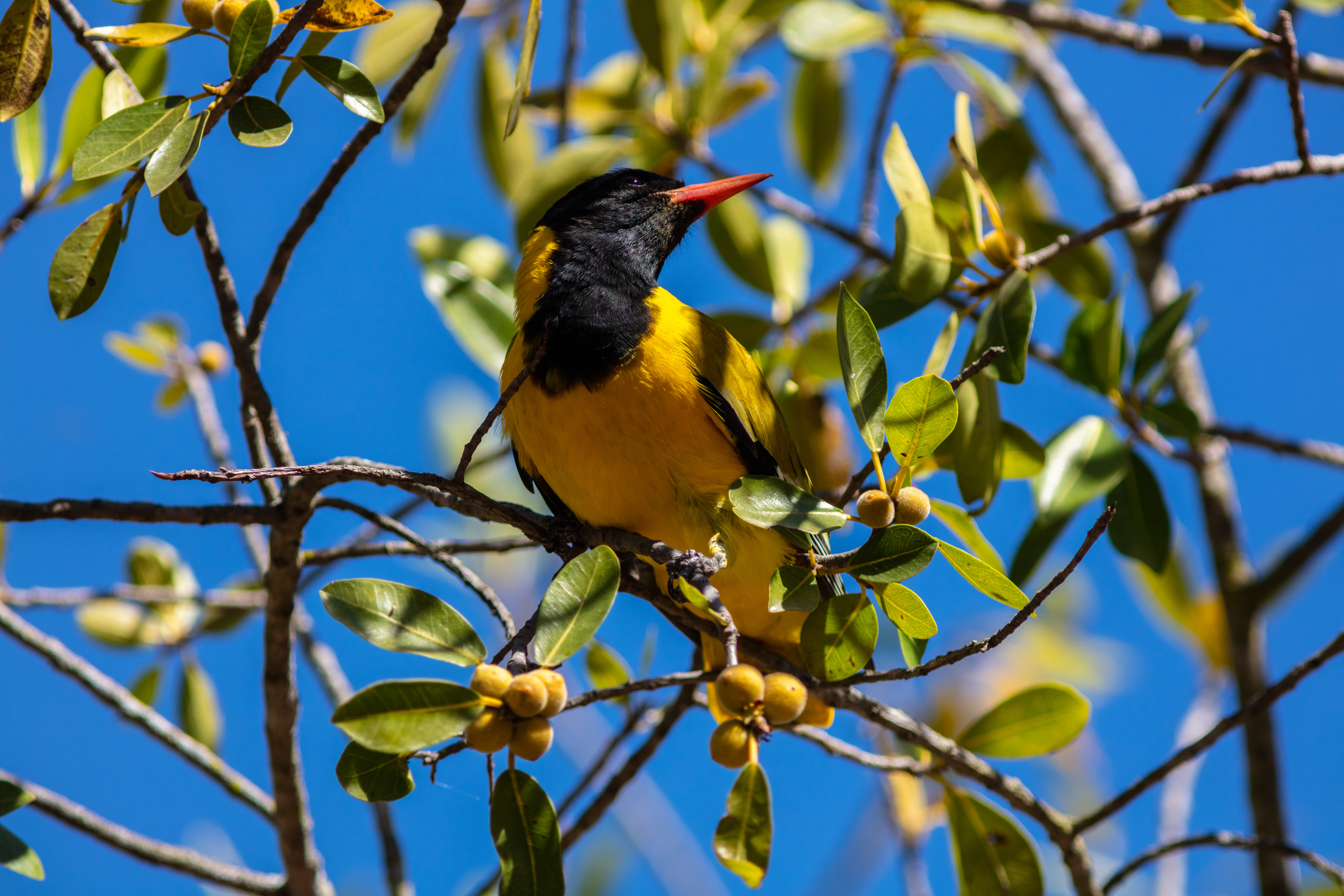
Ejemplar en el parque nacional Kruger, Sudáfrica.